# Malviès
Malviès település Franciaországban, Aude megyében. Lakosainak száma 362 fő (2022. január 1.). Malviès Brugairolles, Lauraguel, Routier, Saint-Martin-de-Villereglan és Villarzel-du-Razès községekkel határos.

## Népesség
A település népességének változása:
| Lakosok száma | 324  | 263  | 257  | 338  | 386  | 375  | 369  | 368  | 365  | 362  |
|               | 1968 | 1982 | 1990 | 2006 | 2013 | 2015 | 2017 | 2019 | 2020 | 2022 |